# Grammitis sakaguchiana
Grammitis sakaguchiana là một loài dương xỉ trong họ Polypodiaceae. Loài này được Sugim. ex Kurata mô tả khoa học đầu tiên năm 1957.
Danh pháp khoa học của loài này chưa được làm sáng tỏ. 